# Port (powieść)
Port (chorw. Luka) – mikropowieść autorstwa chorwackiego pisarza Antuna Šoljana, przedstawiająca losy inżyniera, który podczas realizacji swojego życiowego projektu, zostaje wciągnięty w biurokratyczną machinę, sprzeniewierza się swoim ideałom, co doprowadza go do całkowitego upadku.
Powieść wpisuje się w nurt egzystencjalizmu. Podobnie jak Albert Camus (np. w powieści Obcy), autor m.in. omawia kwestie nihilizmu i absurdyzmu.

## Treść[1]
Akcja rozgrywa się ok. lat 70. w Jugosławii. Głównym bohaterem jest Slobodan Despot – inżynier pochodzący z małej miejscowości, z której wyjechał do Zagrzebia w pogoni za marzeniami. Szybko jednak okazało się, że zamiast wznosić monumentalne, wiekopomne dzieła, inżynier zajmował się monotonnymi i powtarzalnymi projektami.
Historia zaczyna się wraz z przyjazdem głównego bohatera do małej miejscowości, w której ulokowany miał zostać tytułowy port. Małą nadmorską miejscowością okazuje się rodzinna wioska inżyniera, Murvica, której pierwowzorem prawdopodobnie była chorwacka Murvica na wyspie Brač. Wielkie przedsięwzięcie ówczesnej władzy związane było z odnalezieniem w okolicy zatoki złóż ropy. Na czele budowy stanąć miał inżynier Despot. Upatrywał on w projekcie swojego życiowego dzieła. Motyw portu, jako upragnionego celu, powraca w kontekście bohatera przez całą powieść.
Z początku wszystko idzie gładko. Despot aklimatyzuje się w swojej rodzinnej wiosce. Spotyka mieszkańców, których pamięta z lat dzieciństwa. Wszyscy witają go entuzjastycznie i przyjmują jak swojego. Inwestycja przyciąga do wioski robotników, co napędza lokalną gospodarkę.
Z biegiem czasu sytuacja się komplikuje. Despot zmuszony jest, przez przełożonego, bezwzględnego urzędnika Graša, do sprzedaży domu rodzinnego pod budowę. Ma on dać dobry przykład, aby za nim swoje domy sprzedała reszta mieszkańców, do czego powinien ich zachęcać. Inżynier wie, że nie leży to w zakresie jego obowiązków, ale wykonuje polecenia. Odtąd zaczyna się pasmo porażek bohatera, które w konsekwencji doprowadzą do jego upadku.
Kolejne domy zostają wyburzane. Slobodan popada w alkoholizm. Wdaje się w skandaliczny romans z dużo młodszą od siebie kobietą. Zdaje sobie sprawę z beznadziei swojej sytuacji i tylko atawistyczne oddanie się pijaństwu i rozpuście pozwala mu zapomnieć. Mieszkańcy coraz częściej opuszczają miasto. Malownicza, nadmorska wioska pustoszeje i zaczyna obracać się w ruinę.
Inżynier ponownie jest proszony o sprzeniewierzenie się swoim ideałom. Chodzi o wyburzenie zabytkowej kapliczki, która stoi na drodze planowanej szosy. Nikt zdaje się nie rozumieć jego postrzegania symbolicznej budowli, jako cennego zabytku. Slobodan mimo determinacji i usilnych protestów, mających zachować pomnik kultury, nie daje rady. Ugina się pod naporem biurokratycznej machiny.
Kiedy wydaje się, że władza (również rękami inżyniera) wyssała z Murvicy już wszystko, co tylko mogła, złoża ropy okazują się fatalną pomyłką. Następuje wielki exodus robotników i mieszkańców. Wioska zostaje opuszczona i zrujnowana. Niedokończona budowa zniszczyła również malownicze wybrzeże. Od inżyniera odchodzi żona i kochanka. Pozostaje sam pośród ruin, spoglądając na swoje wielkie, niedokończone dzieło.

## Symbolika postaci[1]
- Slobodan Despot – ambitna osoba, która walcząc z systemem, stara się postępować zgodnie ze swoimi moralnymi zasadami. Bunt kończy się niepowodzeniem, ponieważ nie jest wystarczająco silny i nie otrzymuje wsparcia od innych. System go niszczy, a on zostaje sam.
- Grašo – bezduszny, posłuszny urzędnik reprezentujący brutalną biurokratyczną machinę, w której jest jednym z trybików. Wykorzystuje koneksje i wiedzę o Slobodanie, w celu przejęcia nad nim całkowitej kontroli.